# 細川純一
細川 純一（ほそかわ じゅんいち、1948年10月19日 - ）は、香川県出身の俳優。

## 来歴・人物
- 高校時代に鶴田浩二の映画にはまり、熱烈なファンレターを送り、最後の付き人として務めた。2025年3月6日放送のBS12「船越英一郎の昭和再生ファクトリー」ではの次女にあたる鶴田さやかと対面。鶴田浩二の思い出を語った[1]。
- 藤田まことと共演が多く「必殺仕事人」では吹替を多数行った[2]。現在は東映京都撮影所の殺陣担当の講師として務める。[3]

## 出演

### テレビドラマ
- 水戸黄門（TBS / C.A.L）
  - 第5部
    - 第10話「恋にかける天の橋立 -宮津-」（1974年6月3日） - とらやの職人
    - 第14話「妖怪の仇討 -姫路-」（1974年7月1日） - 杉山邸の門番

  - 第6部
    - 第6話「あかね雲 -山鹿-」（1975年5月5日） - 役人
    - 第11話「黄門さまの縁むすび -出雲-」（1975年6月9日） - 粂八の手下

  - 第7部
    - 第5話「何の因果で若旦那 -花巻-」（1976年6月21日） - 佐平次の子分 ※細川ひろし名義
    - 第22話「つけ馬連れた若旦那 -新潟-」（1976年10月18日） - 水夫
    - 第26話「馬にひかれて善光寺 -長野-」（1976年11月15日） - 権蔵の子分

  - 第8部
    - 第1話「薩摩へ向う世直し旅 -江戸-」（1977年7月18日） - 忍び ※細川ひろし名義
    - 第7話「助さんの身替り亭主 -掛川-」（1977年8月29日） - 伊兵衛の子分 ※細川ひろし名義
    - 第18話「黄門さまの土蔵破り -堺-」（1977年11月14日） - 泉州屋の用心棒 ※細川ひろし名義
    - 第19話「人情灘の生一本 -兵庫-」（1977年11月21日） - 但馬屋の手下 ※細川ひろし名義
    - 第29話「妖雲晴れた桜島 -鹿児島-」（1978年1月30日） - 覚全の手下 ※細川ひろし名義

  - 第9部
    - 第6話「恐怖の標的 -一ノ関-」（1978年9月11日） - ごろつき ※細川ひろし名義
    - 第24話「弟思いの一番勝負 -川越-」（1979年1月15日） - 門弟

  - 第10部 第8話「関所の沙汰は銭次第 -新居-」（1979年10月1日） - 勘兵衛の子分
  - 第11部
    - 第13話「陰謀あばいた俵牛 -陸前高田-」（1980年11月10日） - 雲助
    - 第22話「黄門様の子守唄 -伊勢原-」（1981年1月12日） - 為三の子分

  - 第12部
    - 第2話「頑固くらべで悪退治 -八王子-」（1981年9月7日） - 金井屋の手下
    - 第10話「殴られた黄門様 -伏見-」（1981年11月2日） - 権六の子分
    - 第17話「備前緋襷兄弟茶碗 -岡山-」（1981年12月21日）

  - 第13部 第1話「天下を狙う忍びの罠 -水戸・江戸-」（1982年10月18日） - 公儀隠密
  - 第14部
    - 第6話「恩讐越えたこけし人形 -鳴子-」（1983年12月5日） - 子分
    - 第25話「酒に溺れた黄金の腕 -金沢-」（1984年4月16日） - 宝屋の手下

  - 第15部
    - 第19話「父娘救った主君の鎧 -備中松山-」（1985年6月3日） - ごろつき
    - 第26話「黄門様の婿入り志願 -敦賀-」（1985年7月22日） - 留造
    - 第30話「男度胸の木曽節仁義 -木曽福島-」（1985年8月19日） - 熊蔵の子分

  - 第16部
    - 第14話「銃が知ってた血染めの罠 -彦根-」（1986年7月28日） - 喜八
    - 第27話「陰謀暴いた男の友情 -久保田-」（1986年10月27日） - 役人
    - 第37話「初春献上二人彫 -日光-」（1987年1月5日） - 猟師

  - 第18部
    - 第5話「恐怖の釣り天井 -宇都宮-」（1988年10月10日） - 酔客
    - 第18話「怨みの仮装舞踏会 -長崎-」（1989年1月16日）

  - 第19部 第9話「野望を砕く薪能 -鶴岡-」（1989年11月20日） - 用人
  - 第20部
    - 第30話「刀鍛冶の仇討ち悲願 -岡山-」（1991年6月3日） - 勘太
    - 第32話「誘拐された御老公 -福井-」（1991年6月17日） - 中盆
    - 第40話「津軽馬鹿塗り情け塗り -弘前-」（1991年8月12日） - 寅松

  - 第21部 第17話「御老公の盗っ人仁義 -丸亀-」（1992年7月27日） - 源次
  - 第22部
    - 第3話「天下の嶮の幽霊騒動 -箱根-」（1993年5月31日）
    - 第25話「夢の中で若旦那 -鳥取-」（1993年11月1日） - 権次の子分

  - 第23部
    - 第8話「狙われた娘馬子 -善光寺-」（1994年9月19日） - 雲助
    - 第30話「世直し剣が悪を斬る -今治-」（1995年3月6日）
    - 第38話「悪が群がる御用金 -甲府-」（1995年5月1日）

  - 第24部
    - 第17話「女目明し 仇討ち悲願 -小倉-」（1996年1月15日）
    - 第24話「慕う坊やに娘の真心 -高岡-」（1996年3月4日）

  - 第25部
    - 第5話「陰謀砕く葛の糸 -掛川-」（1997年1月20日） - 竹村宗一郎
    - 第16話「子供たちの恩返し -中津-」（1997年4月14日） - 鱶蔵の手下
    - 第33話「姑ふたりの嫁いびり -角館-」（1997年8月11日） - 掏り師

  - 第26部
    - 第12話「チェスト!兄妹仇討ち -鹿児島-」（1998年5月4日） - 水夫
    - 第17話「献上硯の腕競べ -長府-」（1998年6月8日） - 杢造の子分
    - 第21話「間違えられた縁談話 -福知山-」（1998年7月6日） - 荒くれ
    - 第25話「母に背いた娘の涙 -諏訪-」（1998年8月10日） - 鬼政の子分

  - 第27部 第24話「亡霊になって悪退治 -松代-」（1999年8月30日） - 千田屋の従業員
  - 第28部
    - 第4話「風雲渦巻く駿府城!（2時間スペシャル）-江尻・駿府-」（2000年4月3日）
    - 第25話「お銀涙の子守唄 -岡山-」（2000年9月4日）

  - 第29部
    - 第8話「友よ、立ち上がれ! -奈良-」（2001年5月21日）
    - 第14話「鬼オヤジの目に涙 -井波-」（2001年7月2日）

  - 第30部 第12話「古都に消えた! 双子の秘密（2時間スペシャル）-京都-」（2002年4月1日） - 借金取り
  - 第31部
    - 第11話「狙われた浪花の大商人 -大阪-」（2003年1月6日）
    - 第16話「刀が教えた賢兄愚弟 -岡山-」（2003年2月10日） - 太助

  - 第35部
    - 第1話「風雲急を告げる高松城（2時間スペシャル）-水戸・江戸・高松-」（2005年10月10日）
    - 第17話「その女に飲ませるな! -阿蘇-」（2006年2月13日） - 丑松

  - 第36部
    - 第5話「美人女医は暴れん坊 -富山-」（2006年8月21日） - 役人
    - 第18話「若君救った女将の秘密 -三木-」（2006年12月4日）

  - 第39部 第4話「天誅! 紫頭巾参上 -近江八幡-」（2008年11月3日） - 役人
  - 第43部 第12話「忠義に揺らぐ親子の絆 -亀山-」（2011年10月10日） - 佐藤
- 大岡越前（TBS / C.A.L）
  - 第4部 第10話「大江戸無法地帯」（1974年12月9日） - 大八の子分
  - 第5部 第7話「かけた情けに怨みの十手」（1978年3月20日） - 魚屋
  - 第6部
    - 第7話「勇気ある証言」（1982年4月19日） - 哲次
    - 第29話「過去を消した男（1982年9月20日） - 音造の子分

  - 第8部
    - 第2話「幽霊駕籠の仇討ち」（1984年7月23日） - 紋蔵の子分
    - 第16話「抜け荷暴いた娘掏摸」（1984年11月5日） - 用心棒
    - 第22話「江戸から消えた御奉行様」（1984年12月17日） - 大野

  - 第9部
    - 第8話「恋しい父は逃亡者」（1985年12月16日） - 地廻り
    - 第20話「見えぬ目が見た真犯人」（1986年3月10日） - 子分

  - 第11部 第14話「お奉行様は用心棒」（1990年7月23日） - 酔漢
  - 第13部
    - 第6話「泣き笑い恋の鞘当て」（1992年12月21日） - 又蔵の子分
    - 第8話「抜け荷の鍵は仏様」（1993年1月4日） - 乙吉
    - 第21話「恐怖!どくろ党の復讐」（1993年4月5日） - 捨吉
- 桃太郎侍（NTV / 東映）
  - 第2話「夢を集めて食う男」（1976年10月10日）※細川ひろし名義
  - 第30話「瑪瑙に命を賭けたやつ!」（1977年5月1日）※細川ひろし名義
  - 第108話「流転の女に情の傘」（1978年11月5日）
  - 第116話「雪に舞い散る母子唄」（1979年1月7日）
  - 第129話「無法河岸の女親分」（1979年4月8日）
  - 第146話「死を招いた勘違い」（1979年8月5日）
  - 第152話「大江戸剣術王座決定戦」（1979年9月16日）
  - 第168話「よろず心配ごと指南」（1980年1月6日）
  - 第183話「結びの神は桃太郎」（1980年4月20日）
  - 第193話「お化け長屋の牛騒動」（1980年6月29日）
  - 第205話「鬼より恐い母がいる」（1980年9月21日）
  - 第222話「出世、ご免蒙ります」（1981年1月25日）
  - 第254話「望みかなった新妻の座」（1981年8月30日）
  - 第258話「さらば桃太郎」（1981年9月27日）
- 江戸を斬るII（TBS / C.A.L）※西郷輝彦版
  - 第8話「お小夜のゆくえ」（1975年12月29日）※細川ひろし名義
  - 第14話「危うし紫頭巾」（1976年2月9日）※細川ひろし名義
  - 第22話「恐怖の黒い狼」（1976年4月5日） - ごろつき
- 江戸を斬るIII
  - 第3話「金四郎の縁談」（1977年1月31日） - 浪人 ※細川ひろし名義
  - 第8話「盗まれた入牢証文」（1977年3月7日） - 子分 ※細川ひろし名義
  - 第14話「嫁も姑も意地っ張り」（1977年4月18日） - やくざ ※細川ひろし名義
- 江戸を斬るV
  - 第5話「戦慄!殺しの請負人」（1980年3月17日）
  - 第7話「御用金奪還!暁の追跡」（1980年3月31日） - 仁蔵の手下（ノンクレジット）
- 遠山の金さん（ANB / 東映）※杉良太郎版
  - 第1シリーズ
    - 第75話「はるかな江戸の便り」（1977年3月17日）※細川ひろし名義
    - 第88話「じゃじゃ馬姫と贋奉行」（1977年6月30日）※細川ひろし名義

  - 第2シリーズ
    - 第8話「女が渡った泪橋」（1979年4月12日）
    - 第18話「石川島怨み唄」（1979年6月28日） - やくざ
- 暴れん坊将軍（ANB / 東映）
  - 吉宗評判記 暴れん坊将軍
    - 第6話「天晴れ! 芋侍」（1978年2月11日） - 久六の子分 ※細川ひろし名義
    - 第56話「春の淡雪に消えた男」（1979年3月17日） - 船乗り
    - 第79話「天下御免! おふくろの味」（1979年9月15日） - 地廻り
    - 第83話「天下を狙う盗賊」（1979年10月20日） - 雲霧の配下
    - 第103話「大騒動! 寄り道したのが悪かった」（1980年3月8日） - 門番
    - 第107話「あわれ、女お庭番」（1980年4月12日） - 駕人足
    - 第126話「二万両で売った恋」（1980年8月23日） - 卯助
    - 第132話「駆けろ! 天下の紀州号」（1980年10月11日） - 人足
    - 第142話「年の暮 新さん巷の煤払い」（1980年12月27日） - 加賀見
    - 第164話「心の鎖は人情で裂け!」（1981年6月13日） - 耳丸
    - 第177話「鬼同心が哭いた朝」（1981年9月19日） - 長三郎
    - 第188話「嵐を呼んだめ組の花嫁」（1981年12月5日） - 文造の仔分

  - 暴れん坊将軍II
    - 第13話「修羅場に咲いた隠れ妻」（1983年6月4日） - 桂木
    - 第56話「たらちねの恋の歌留多の乱れ舞い!」（1984年4月14日） - 雲助
    - 第69話「さらば百人力の片想い!」（1984年7月28日） - 亀吉
    - 第112話「古き女房に花束を!」（1985年6月22日） - 女衒
    - 第125話「女の聖域 駈込寺無情!」（1985年10月19日） - 安川
    - 第129話「夜空燃ゆ! 呪いのほうき星」（1985年11月23日） - 助七
    - 第144話「ちゃんを返して、将軍様!」（1986年3月15日） - 五郎蔵
    - 第165話「稲妻に裂かれた二人旅!」（1986年8月30日	） - 以蔵
    - 第176話「家康公の借金証文!?」（1986年12月6日） - 遊び人

  - 暴れん坊将軍III
    - 第9話「炎に消えた女囚!」（1988年3月5日） - 万造
    - SP「将軍が消えた!? 吉宗暗殺の渦巻く紀州和歌山」（1988年4月2日） - やくざ
    - 第53話「菊乱れる非情の剣」（1989年3月11日） - 根岸市之丞
    - 第61話「雪姫けんか珍道中」（1989年5月13日） - 吉蔵
    - 第85話「少年は見た 将軍を!」（1989年12月2日） - やくざ
    - 第91話「狙われた四人の目撃者!」（1990年1月20日） - 吉次
    - 第103話「この子どこの子め組の子」（1990年5月5日） - 用心棒
    - 第117話「愛の漁火 九十九里に消えて」（1990年8月11日） - 仙太

  - 暴れん坊将軍IV
    - 第4話「女盗賊の恋」（1991年） - 浪人
    - SP「狙われた江戸城の花嫁!」（1991年）
    - 第49話「みちのく純愛行進曲!」（1992年） - 銀次
    - 第55話「炎上! 銃口に立つ大岡越前!」（1992年） - 遊び人
    - 第64話「危うし! 吉宗、妖刀村正騒動」（1992年） - 鉄

  - 暴れん坊将軍V
    - 第11話「二人妻の用心棒」（1993年6月26日） - 重臣
    - SP「おんな盗賊の恋、吉宗にしかけられた天下の大陰謀」（1993年10月9日）

  - 暴れん坊将軍VI
    - 第8話「め組が運んだ涙の訴状」（1994年） - 久造
    - 第13話「母と子の南部牛追い唄」（1995年） - 境
    - 第16話「俺は天下の偽将軍」（1995年） - 漁師
    - 第24話「剣難女難の恋指南」（1995年） - 旗本
    - 第44話「大江戸あばれ主従」（1995年） - 藩士

  - 暴れん坊将軍VII 第16話「め組の喧嘩! 二人の女房」（1997年1月11日） - 油商
  - 暴れん坊将軍VIII
    - 第4話「妖しく光る銀かんざし、出合い茶屋の女」（1997年8月23日） - やくざ
    - 第13話「欲望のくし、美しき人妻の苦悩」（1997年12月13日） - 医者

  - 暴れん坊将軍IX
    - 第9話「疑惑の影 泣きぼくろの女」（1999年1月30日） - 用人
    - 第24話「涙の上州路 誉れの仇討ち」（1999年6月10日） - 万蔵の子分

  - 暴れん坊将軍X
    - 第7話「襲われたお見合い! 家出姫の危ない決断」（2000年） - 浪人
    - 第15話「家を乗っ取る兄嫁! 鬼の仕打ちに隠された謎?」（2000年） - 侍
    - 第21話「井戸に出た女幽霊! 縁切り寺の黒い罠」（2000年）

  - 暴れん坊将軍XI
    - 第7話「父恋し! 涙の子守唄」（2001年8月30日） - 豊嶋の配下
    - 第16話「め組出入り禁止令! 子守りをする吉宗」（2001年11月26日）

  - 暴れん坊将軍XII 第10話「雨の目撃者! 牢獄に通う吉宗の母」（2002年9月9日） - 源太
- 服部半蔵 影の軍団シリーズ（KTV / 東映）
  - 服部半蔵 影の軍団
    - 第17話「生きていた闇将軍」（1980年7月22日）
    - 第21話「潜伏! 蛇の穴」（1980年8月19日） - ゲン
    - 第24話「戦慄! 処女のいけにえ」（1980年9月9日） - 吉田

  - 影の軍団II
    - 第24話「くノ一秘法“双面の術”」（1982年3月16日）
    - 第25話「伊賀対甲賀・最大の激突!（最終回前編）」（1982年3月23日） - 椎名組

  - 影の軍団III
    - 第6話「夜光る顔」（1982年5月11日）
    - 第26話「さらば! 影の軍団」（1982年9月28日）

  - 影の軍団IV
    - 第7話「黒髪の処刑台」（1985年5月14日）
    - 第11話「龍馬、麟太郎を襲う」（1985年6月11日）

  - 影の軍団 幕末編 第13話「影は永遠に!」（1985年12月30日） - 銅鬼
- 長七郎天下ご免!（ANB / 東映）
  - 第13話「吾兵衛が惚れた!」（1980年1月31日） - 仙吉
  - 第33話「恋三味線に罠を張れ!」（1980年6月19日） - 堀部
  - 第60話「紅蓮の海に故郷（くに）を見た!」（1981年2月5日） - 仙八
  - 第69話「二人ぼっちの江戸の青春（はる）」（1981年4月23日） - 仙八
  - 第90話「参上! 薪割り剣法」（1981年9月24日）
- 松平右近事件帳（NTV / ユニオン映画）
  - 第5話「大当たり千両くじ」（1982年4月25日）
  - 第11話「結ぶえにしのわらべ唄」（1982年6月6日）
  - 第49話「忍びや哀れ」（1983年3月6日）
- 新・松平右近（NTV / ユニオン映画） 
  - 第1話「稲荷小路に春が来た!」（1983年4月3日）
  - 第8話「鞠子宿から来た女」（1983年5月22日） - 佐伯
  - 第13話「おいてけ堀 河童騒動」（1983年6月26日）
- 遠山の金さん（ANB / 東映）
  - パート1
    - 第10話「高砂や! 泣いて笑った花嫁御寮」（1982年6月10日）
    - 第36話「悪酒が招いた生花師匠殺人事件!」（1982年12月16日）
    - 第47話「悪女おらんの甘い罠!」（1983年3月10日）
    - 第53話「流転の旅芸人・面影橋の女!」（1983年5月12日）
    - 第63話「怪奇乙女ガ池・青い日傘をさす女!」（1983年7月28日）
    - 第75話「小悪魔のような仮面の女!」（1983年11月17日）
    - 第80話「十六夜殺人・悪夢をみた女!」（1983年12月22日）
    - 第91話「京の貴公子・綾小路菊麿さまお成り!」（1984年3月29日）
    - 第92話「南海の女・琉球より愛をこめて!」（1984年3月29日）
    - 第93話「銃口に立つ! みちのく肝っ玉姉さん」（1984年4月26日）
    - 第104話「女賞金稼ぎ! 緋ぼたんおりんII」（1984年7月12日）
    - 第119話「女菩薩の如く、女夜叉の如し!」（1984年11月1日）
    - 第134話「愛のさすらい・女経師スタコラお照!」（1985年3月7日）
    - 第145話「蕾のままで散る女・春駒屋お夏!」（1985年6月13日）

  - パート2
    - 第8話「女渡世人・男勝りが玉に疵!」（1985年12月3日）
    - 第14話「魔の砂丘・越後三味線の女IV」（1986年1月28日）
    - 第23話「さらば愛しき夫よ!」（1986年4月15日）
    - 第39話「破談を狙うガンコ親父の涙!」（1986年8月26日）
- 長七郎江戸日記（NTV / ユニオン映画）
  - 第1シリーズ 
    - 第5話「風流みだれ囃子」（1983年11月15日）
    - 第23話「夜明けのうた」（1984年4月24日）- 浪人
    - 第87話「夫婦せんべい」（1986年2月11日）- 子分
    - SP-6「風雲!旗本奴と町奴」（1986年4月1日）
    - 第117話「名君、会津に入る」（1986年12月16日） - 犬伏牙四郎

  - 第2シリーズ 第13話「老兵は死なず」（1988年4月26日） - 仙八
- 江戸を斬るVII ※里見浩太朗版
  - 第4話「偽りの自首」（1987年2月16日）
  - 第15話「火炎地獄の女」（1987年5月4日）
  - 第25話「願い叶えた千両富」（1987年7月13日）
  - 第29話「血染めの遠山桜」（1987年8月10日）
  - 第30話「天下を救う名裁き」（1987年8月17日）
- 江戸を斬るVIII
  - 第3話「悪が群がる地獄島」（1994年2月14日）
  - 第24話「贋金の夢を見た」（1994年7月11日） - 熊六
- 三匹が斬る!（ANB / 東映）
  - 三匹が斬る!
    - 第7話「勇み肌、男はご法度女人里」（1987年12月3日） - 勝蔵の子分
    - 第20話「かごで行く、噂の名医は吸血鬼」（1988年3月24日） - 虎蔵の相棒

  - 続・三匹が斬る!
    - 第8話「消えた夫、無礼講祭りに来た女」（1989年2月9日）
    - 第16話「名物の、喧嘩団子が結ぶ恋」（1989年4月27日）

  - 続続・三匹が斬る!
    - 第9話「消えた花嫁、悪女が走る風の中!」（1990年3月8日） - 子分
    - 第15話「五木の里、つむじ風吹く女人屋敷」（1990年5月17日）
    - 第19話「さらば三匹、消えた七番目の隠密」（1990年6月28日）

  - また又・三匹が斬る!
    - 第6話「伝説の、不老長寿の尼が行く」（1991年5月23日） - 猫目の清七
    - 第9話「湯煙り血煙り、咲いた女の三度笠」（1991年6月20日） - やくざ
    - 第19話「さすらいの 姫君悲し鬼街道」（1991年9月26日） - 中間

  - 新・三匹が斬る!
    - 第3話「消えた女房、砂金地獄に咲いた花」（1992年8月6日） - 遊び人
    - 第9話「逃げた女、産めよふやせ悲しき子宝奉行」（1992年10月22日） - 落合紋八郎
    - 第17話「母恋し、狐涙の妖怪変化!」（1993年1月21日） - 佐々木の配下

  - 痛快・三匹が斬る! 第18話「千石どり、裸踊りも厭やせぬ」（1995年8月24日）
- 名奉行 遠山の金さん（ANB / 東映）
  - 第1シリーズ
    - 第3話「引裂かれた妻の夢」（1988年5月5日） - 藤助
    - 第12話「若手同心の初恋」（1988年7月21日） - 育造
    - 第21話「消えた三万両!?」（1988年10月27日） - 子分

  - 第2シリーズ 第17話「富くじに踊らされた悪女」（1989年10月19日） - 又五郎の子分
  - 第4シリーズ
    - 第11話「殺人者は振り袖の美女」（1992年2月6日） - 亀吉
    - 第23話「恐怖の稲妻! 消えた殺人者」（1992年6月4日） - まむしの権次

  - 第5シリーズ
    - 第9話「花嫁に化けた女目明し」（1993年6月3日） - 政五郎の子分
    - 第27話「富くじ千両大からくり」（1993年11月18日） - 源太

  - 第6シリーズ
    - 第3話「遠山桜と御落胤」（1994年6月30日） - 浪人
    - 第19話「水晶占いの母と娘」（1994年12月8日） - 常吉

  - 第7シリーズ 第1話「徳川埋蔵金 赤い毒グモの秘密」（1995年9月7日） - 佐木玄三郎
  - 第8シリーズ（金さんVS女ねずみ）第17話「美しい娘白浪の涙」（1998年8月22日）- 浪人
- 八百八町夢日記（NTV / ユニオン映画）
  - 第1シリーズ SP-1「夢を追って」（1989年10月10日）
  - 第2シリーズ
    - 第4話「春遠からじ」（1991年	11月5日）
    - 第12話「哀しみの刺客」（1992年1月14日）
    - 第29話「見えぬ疫病神」（1992年7月21日）
- 将軍家光忍び旅 （ANB / 東映）
  - 第1シリーズ
    - 第6話「偽将軍と踊り子の恋」（1990年） - 中間
    - 第12話「大井川、決死の関所破り!」（1991年） - 辰
    - 第22話「京は目前、風魔最後の挑戦!」（1991年） - 村人

  - 第2シリーズ
    - 第1話 (2時間SP)「暗雲ただよう中山道! 家光を狙う妖しい美女と謎の黒幕!」（1992年）
    - 第16話「軽井沢、旗本五千石を敵と狙う女」（1993年）
    - 第20話「情け無用、鉄火女の熊谷宿」（1993年） - 手下
- 闇を斬る!大江戸犯科帳 第12話「鬼の棲(す)む島夢の島」（1993年、NTV / ユニオン映画）
- 隠密奉行朝比奈（CX / 東映）
  - 第1シリーズ
    - 第1話「桜島に消えた割符」（1998年）
    - 第8話「京の罠 逃げ出した花嫁」（1998年） - 久造

  - 第2シリーズ 第5話「伊予松山 姫さまと無理心中」（1999年）
- 必殺シリーズ（ABC / 松竹）
  - 必殺仕事人IV
    - 第14話「主水 節分の豆を食べる」（1984年2月3日） - 六部姿の男
    - 第32話「主水、超能力山伏に部屋を貸す」（1984年6月8日） - 鬼吉

  - 必殺仕事人V激闘編
    - 第20話「主水、健康診断にひっかかる」（1986年4月25日） - 細川
    - 第24話「主水、上方の元締と決闘する」（1986年5月23日） - 助六
    - 第32話「鍛冶屋の政、水中で闘う」（1986年7月18日） - 殺し屋

  - 必殺仕事人2009 第5話「因果応報」（2009年2月13日） - 仁吉